# Бодлогърба кутиеста риба
Бодлогърбите кутиести риби (Lactoria fornasini) са вид животни от семейство Ostraciidae.
Таксонът е описан за пръв път от Джовани Джузепе Бянкони през 1846 година.